# Olterterp
Olterterp est un village situé dans la commune néerlandaise d'Opsterland, dans la province de la Frise. Son nom en frison est Olterterp. Le 1er janvier 2008, le village comptait 77 habitants.